# Albert Stüdemann
Albert Stüdemann – niemiecki hokeista na trawie, który występował m.in. na pozycji obrońcy, uczestnik Letnich Igrzysk Olimpijskich 1908.
Na igrzyskach w Londynie, Stüdemann reprezentował swój kraj w dwóch spotkaniach (czyli we wszystkich, jakie Cesarstwo Niemieckie rozegrało na tym turnieju); były to mecze przeciwko ekipom: Francji (1-0 dla Niemców) i Szkocji (0-4 na korzyść Szkocji). W klasyfikacji końcowej, jego drużyna zajęła przedostatnie piąte miejsce.